# Sistema extrapiramidal

Tractes del sistema extrapiramidal, que conformen el cordó lateral i anterior de la medul·la espinal, indicats en la part inferior esquerra.

En anatomia humana, el sistema extrapiramidal és una xarxa neuronal que forma part del sistema nerviós central i també del sistema motor, que està relacionat amb la coordinació del moviment. Està constituït per les vies nervioses polisinàptiques que inclouen els nuclis basals i els nuclis subcorticals. Aquest sistema és anomenat "extrapiramidal" per distingir-ho dels tractes de l'escorça motora que viatgen a través de les piràmides de la medul·la.

## Vies neuronals
Els centres del sistema extrapiramidal s'encarreguen de la modulació i regulació (control indirecte) de les cèl·lules de l'asta anterior mentre que les vies piramidals (tractes corticoespinal i corticobulbar) innerven directament les motoneuronas de la medul·la espinal i tronc cerebral (asta anterior i alguns nuclis dels parells cranials).
Els tractes extrapiramidals neixen principalment en la formació reticular del pont i el bulb raquidi. Les seves neurones diana en la medul·la espinal estan relacionades amb els reflexos, la locomoció, els moviments complexos i el control postural, i complementen al sistema piramidal que, fonamentalment, s'encarrega dels moviments voluntaris. Aquests tractes estan al seu torn modulats per diverses parts del sistema nerviós central, incloent el cos estriat, els nuclis basals, el cerebel, els nuclis vestibulars i diferents àrees sensorials de l'escorça cerebral. Tots aquests components reguladors poden ser considerats part del sistema extrapiramidal, ja que modulen l'activitat motora sense innervar directament les motoneurones.
Els neurotransmisors implicats en la funció del sistema extrapiramidal són: dopamina, serotonina, acetilcolina i àcid gamma-aminobutíric.

## Tracte tactoespinal
L'origen està en les capes profundes del colícul superior (tectum). La seva funció es la de controlar els moviments del cap i dels membres superiors en relació amb els reflexos posturals. Aquests reflexos estan associats amb la dilatació pupil·lar en la foscor.